# جاسم إسماعيل جمعة
جاسم إسماعيل جمعة الياسين (1938 - 11 فبراير 2023) مواليد دولة الكويت، دبلوماسي ونائب سابق في مجلس الأمة الكويتي، في الفصل التشريعي الثالث عام 1971 عن الدائرة الخامسة كيفان وحصل على المركز الخامس برصيد 803 صوت، وفاز بالانتخابات.

## السيرة الذاتية
- عمل سفيراً وفي مكتب استشارات اقتصادية.
- دبلوماسي في وزارة الخارجية.
- نائب المدير العام لشركة المشروعات السياحية 1976.
- عضو مجلس إدارة جمعية الشامية 1976 – 1982.
- مستشار في وزارة الخارجية 1976.
- سفير دولة الكويت لدى بنغلادش 1983.
- اشترك ومثل دولة الكويت في كثير من المؤتمرات الدولية.
- قام بمهمات رسمية في مختلف دول العالم.